# Bandraboua
Bandraboua es una comuna francesa situada en el departamento y de la región de Mayotte. 

## Geografía
La comuna está situada al noreste de la isla de Mayotte, estando formada por las villas de Bandraboua-Villa, Dzoumongé, Handrema, Bouyouni y Mtsangamboua.

## Demografía
| Gráfica de evolución demográfica de Bandraboua entre 1985 y 2017 |
|                                                                  |

Fuente: Insee